# Topless

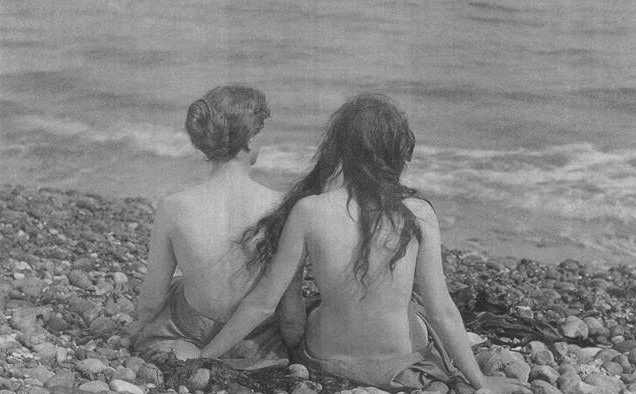
Duas pessoas praticando topless em praia na Inglaterra, em 1910.

Topless é um termo originário da língua inglesa que significa "sem o topo", isto é, sem a peça de roupa que cobre o tronco. O termo designa uma situação em que uma mulher está nua da cintura para cima, equivalendo às espressões "seios à mostra", ou "seios desnudos", ou variantes.

## Comportamento
É bastante comum falar em topless quando uma mulher está na praia ou à beira de uma piscina, geralmente com o objetivo de fazer bronzeamento nas partes comumente cobertas pelo biquíni.
Algumas culturas tradicionais, tais como os índios da América Central e do Sul, e também alguns povos da África e da Oceania, não estigmatizam o topless entre as mulheres, sendo visto como uma prática normal. 
Em praias da Europa, o topless é muito comum; porém, no Brasil, a prática muitas vezes provoca estranhamento, contrariando o clichê que apresenta o país como terra da liberdade de comportamento. Embora a lei brasileira proíba o chamado ultraje público ao pudor, não especifica quais condutas poderiam ser interpretadas como obscenas, não distinguindo, por exemplo, o topless e o uso de biquínis curtos, tão frequentes em praias brasileiras. Todavia, a prática de topless pode vir a ser punida legalmente, dependendo do caso, por ofender a convenção social já estabelecida, fazendo com que a conduta seja interpretada como obscena, portanto enquadrando-se no tipo penal previsto na legislação e sendo passível de proibição.

## Para os homens
Comumente, não se emprega a expressão para os homens, já que na língua inglesa o termo top já não costuma ser utilizado para se referir ao vestuário masculino. A eles em inglês é destinado o termo barechestedness, peito desnudo, sem camisa, normalmente para a proibição da entrada de pessoas nessa situação em bares, lojas e outros estabelecimentos.  

## Manifestações públicas
São comuns, principalmente na Europa e nos Estados Unidos, manifestações públicas em que os ativistas ficam sem a parte de cima ou mesmo sem a roupa toda, de forma a chamar a atenção da opinião pública, pois a nudez e o moralismo envolvidos sempre causam polêmica. Uma organização que utiliza bastante esse recurso é a People for the Ethical Treatment of Animals (PETA), cujo objetivo é a proteção aos animais.